# Filtro eletrônico

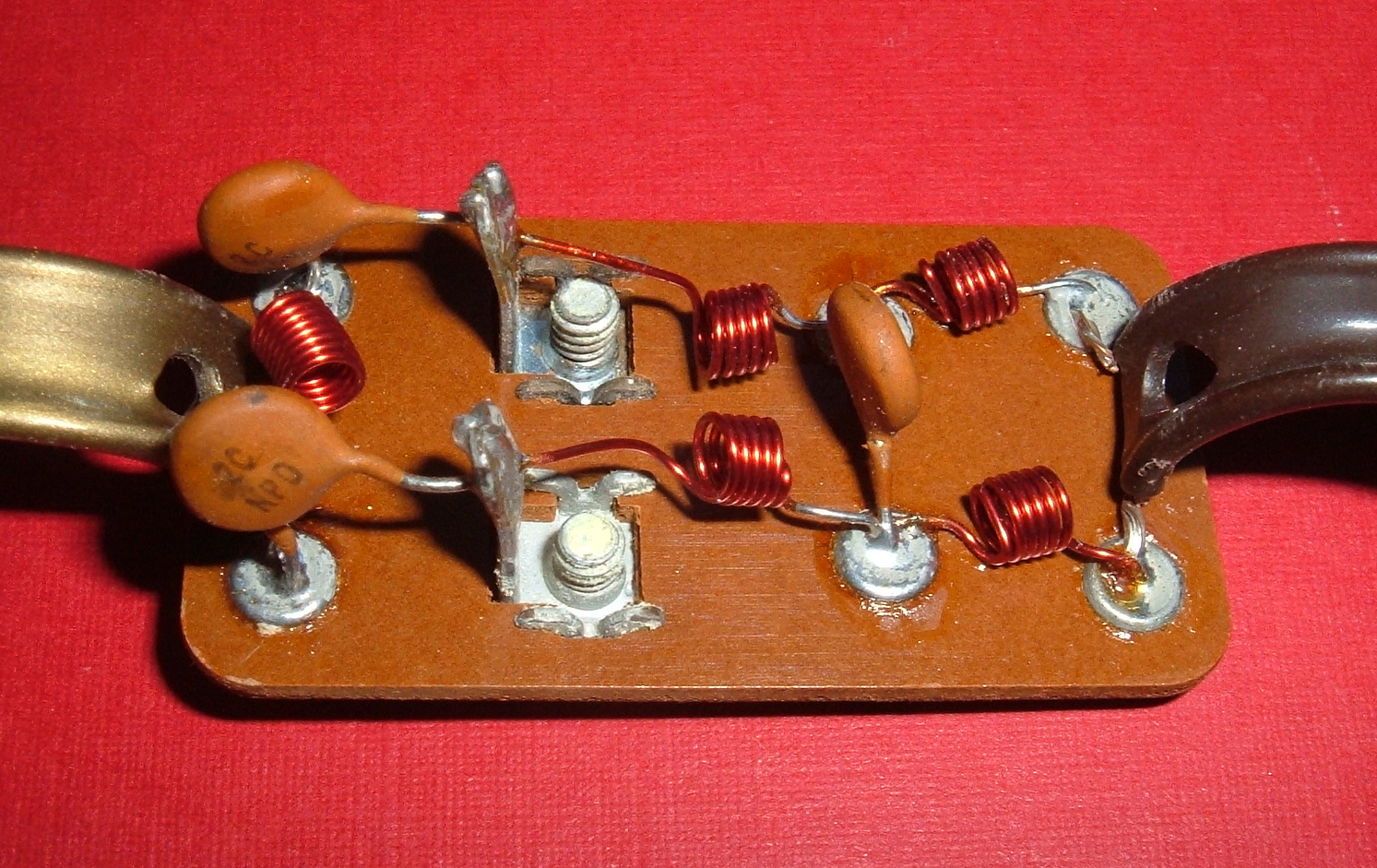
O divisor de sinal de um aparelho de televisão é composto por um filtro passa-alta (à esquerda) e um filtro passa-baixa (à direita). A antena é ligada aos terminais do filtro por parafusos da esquerda para o centro

Filtros eletrônicos são circuitos eletrônicos que executam funções de processamento de sinal, especificamente para atenuar características indesejadas de uma frequência a partir de um sinal de entrada, ressaltar elementos desejados dela ou ambos. Filtros eletrônicos podem ser:
- Passivos ou ativos
- Analógicos ou digitais
- Passa-alta, passa-baixa, passa-faixa, rejeita-faixa ou passa-tudo.

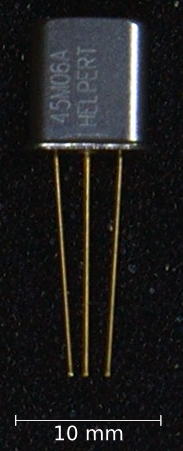
Filtro de cristal com uma frequência média de 45MHz e uma largura de banda de B3dB de 12kHz

Os tipos mais comuns de filtros eletrônicos são os filtros lineares, independentemente de outros aspectos de sua construção.

## Tipos
Em eletrônica um filtro eletrônico pode ser:
- Um circuito de dois acessos chamado de quadripolo, podendo ser linear ou não linear, concentrado ou distribuído, passivo ou ativo, invariante ou variante no tempo, capaz de processar sinais elétricos analógicos ou digitais
- Qualquer quadripolo linear, concentrado e invariante no tempo, capaz de produzir uma resposta especificada para uma dada excitação.
- Mecanismos ou dispositivos que atuam como filtro de áudio ou instrumentos que transmitem e absorvem sons seletivamente, são denominados filtros acústicos.
- Determinados dispositivos ópticos que absorvem, em geral seletivamente, radiação luminosa.
- Dispositivos que além de componentes passivos, contém uma ou mais fontes de tensão ou corrente dependentes.

Tipos de filtros:
- Filtro Butterworth: Filtro que tem função de transferência com característica plana em baixas frequências, queda acentuada a partir da frequência de corte, caindo a zero na frequência infinita.
- Filtro de Cauer ou filtro elíptico: Filtro que apresenta uma característica de amplitude equiondulante, tanto na faixa de passagem quanto na faixa de rejeição.
- Filtro Chebyshev: Filtro que apresenta uma característica de amplitude equiondulante na faixa de passagem.
- Filtro de absorção: Filtro que tem elementos dissipativos de calor que absorvem os componentes indesejáveis de volta para a entrada.
- Filtro de linha: Filtro elétrico ou eletrônico cuja finalidade é suprimir ruídos e surtos de tensão da rede.
- Filtro de reflexão: Filtro que, na configuração ideal, não tem elementos dissipativos, refletindo os sinais indesejáveis de volta para a entrada.
- Filtro LC: Filtro elétrico passivo formado por combinação de indutores e capacitores.

Classificação dos filtros:
- Filtro passa-altas: Filtro elétrico ou eletrônico que permite a passagem de sinais de altas frequências, atenuando sinais abaixo da frequência de corte do filtro.
- Filtro passa-baixas: Filtro elétrico ou eletrônico que permite a passagem de sinais de baixas frequências, atenuando sinais acima da frequência de corte do filtro.
- Filtro passa-faixa: Filtro elétrico ou eletrônico que só permite a passagem de sinais de frequências compreendidas dentro de uma certa faixa de frequência.

- Filtro passivo: Filtro elétrico que contém apenas componentes passivos, como resistores, capacitores, indutores e transformadores.

Aplicações:
- Filtro RC: Filtro elétrico formado por combinação de resistores e capacitores.
- Filtro rejeita-faixa: Filtro elétrico ou eletrônico que rejeita sinais numa dada faixa de frequências e permite a passagem de todos os demais.